# Добринище
Добрѝнище е град, балнеолечебен и зимен курорт в Югозападна България. Намира се в община Банско, област Благоевград. 
Има четири махали – Белия рид на североизток, Вабело – центъра и северозападната част, Бунаре - на югозапад и Шебелица - на югоизток. По данни на ГРАО към 15 септември 2023 година в града живеят 2564 души по настоящ адрес и 2771 души по постоянен адрес.

## География
Град Добринище се намира в планински район, на 850 m надморска височина и е заобиколено от три планини – Рила, Пирин и Родопите. На 6 km западно от него се намира град Банско, на 40 km южно - град Гоце Делчев (до 1951 г. - Неврокоп). 
Край Добринище минава река Дисилица (Добринищката река). По течението й се намира басейнът с минерална вода, известен с името Римското банче. Местна забележителност е и водопадът Свети Никола. Добринище е обявено за балнеоложки курорт заради прочутите си 17 минерални извора с температура от 30 – 43°C. Балнеопроцедури се предлагат в 2 от почивните станции и обществената минерална баня и открит плувен комплекс. Благоприятни са за някои бъбречно-урологични, стомашно-чревни, обменно-ендокринни, жлъчно-чернодробни и на горните дихателни пътища заболявания, както и при професионални интоксикации и кожни рани. Работи и басейн с минерална вода, който се радва на изключителна популярност в целия район.
В градчето се намира единствената по рода си в България градина за еделвайси. В Пирин, на около 4 km северозападно от село Обидим и на около 3 km югоизточно от Добринище се намира действащият манастир „Свети Пантелеймон“, основан през 1920-те години. Представлява комплекс от черква, жилищна и стопанска сграда и е обявен за паметник на културата.
Добринище е крайна жп-гара на единствената в България работеща теснолинейка, свързваща Добринище със Септември през Банско, Разлог, Велинград и Якоруда. Добрнище е естествен изходен пункт от редица маршрути на Пирин. На изток сред ливадите е изграден плувен комплекс с голям басейн с топла минерална вода и два други по-малки басейна за детско къпане и спортуване. На 11 km от Добринище се намира хижа „Гоце Делчев“ (1412 m), откъдето има седалков лифт до хижа „Безбог“ (2236 m). Туристически пътеки водят до Тевното езеро, Поповото езеро и връх Безбог. Пътят от хижа „Безбог“ до Мелник е 12 часа. Има ски-писта от хижа „Безбог“ до хижа „Гоце Делчев“. При последната във втората неделя от август ежегодно се провежда събор на хижа „Гоце Делчев“.

## История

### Праистория, Античност и Средновековие
В централната северна част на Добринище се намират останки на раннонеолитно селище, заемало площ от около 7 декара на около 150 m от десния бряг на река Валявица, недалеч от минералния извор. При разкопки са открити основи на жилища, оръдия на труда, керамика, антропоморфни фигури. Находките се датират към края на първата половина на VI хилядолетие пр.н.е., тоест от втората половина или края на ранния неолит в Централнобалканската зона. В културно отношение неолитното селище в Добринище се отнася към югозападния вариант на култура Караново І, който е представен и при селищата в Ракитово, Елешница, Ковачево и Белица.
В селището и района около него е открита тракийска и римска керамика. В местността Доматарско личат развалини от тракийско селище, а в местността Гумнища са намерени монети от времето на римския император Нерон (I век). Край реката, която преминава през Добринище, има минерални извори и точно там са открити стари басейни. На два от тях градежът в основата е римски, а нагоре – турски.

### В Османската империя
Според академик Иван Дуриданов името е първоначален патроним на -ишти < -itji от личното име Добрин. В края на XV век, по времето на султан Баязид II (1481 – 1512), то се среща в турски документ като селище, което се отнася към Неврокопска нахия. Селото е споменато в османски извори от 1605 г. като Добрущене, а в 1625 година като Добрунища.
В края на XVIII и началото на XIX век Добринище икономически расте и развива успешна търговия със страни като Сърбия, Австрия, Франция, Испания и други. През Възраждането българското население в Добринище отново започнало да нараства. През 1846 година жителите изграждат училище. Църквата „Св. св. Петър и Павел“ е също е строена през XIX век. 
Постепенно живеещите в планинските махали започват да се завръщат в селото. В XIX век Добринище е смесено християнско и мюсюлманско селище в Неврокопска каза на Османската империя. В „Етнография на вилаетите Адрианопол, Монастир и Салоника“, издадена в Константинопол в 1878 г. и отразяваща статистиката на населението от 1873 година, Добринище (Dobrinischté) е посочено като селище с 333 домакинства, 1000 жители българи-християни и 80 жители помаци. В 1889 година Стефан Веркович (Топографическо-этнографическій очеркъ Македоніи) отбелязва Добронища като село с 250 български и 12 помашки къщи.
В 1891 година Георги Стрезов пише за Добринище:
| „ | Добринища, село на Ю от Мехомия 3 часа. Разположено е в едно долище, с което се свършва на З Разложкото равнище. Околността е гориста, богата с бор и бук. Под Добринища се издига най-високият връх от Пирин, а на И се протака клонът Арами Бунар. Селянете се занимават повечето със скотовъдство; отиват и на чужбина. В селото има една църква и до нея училище, което се посещава от 75 ученика, с 1 учител. Около 300 къщи, 1/3 помаци и 2/3 българе. От източната страна на Добринища са лековитите минерални води. По количество тези води по-малки от водите в Баня. | “ |

Съгласно статистиката на Васил Кънчов („Македония. Етнография и статистика“) към 1900 година Добринище (Добринища) е смесено българо-християнско и българо-мохамеданско селище. В него живеят 1540 българи-християни, 240 българи-мохамедани и 45 цигани.
| „ | От град Добринище се стига до Банско пеша за 1½ часа. Пътят върви все покрай Пирин. Една ниска хълминка дели коритото на р. Глазна от онова на Добринишката река. Колкото се отива към север, толкова брежнината се уголемява и най-сетне до Места тя става на голям рид, за който споменахме, че стои на изток от Баня като граница на Разлог. Добринища има извънредно красиво местоположение. То е загнездено под самите върхове на Пиринската верига и прекрасните пирински гори достигат до самото село. От юг стои един клон от Пирин, който се нарича Безбог, а право над селото е връх Весилища, гдето има 3 планински езера, от които си води началото Добринишката река. От Безбог иде един поток, който се смесва с реката в самото село. Къщите са наредени по извитата долина на реката и са заобиколени с градини, пълни с овощни дървета, а наоколо се зеленеят гиздави ливади и бобови градини; даже между селските къщи от северната страна има големи ливади. На края на селото, откъм север, в речището се намират два минерални извора. Там заварихме няколко помаци, които се готвеха да се къпят. Над изворите са направени прости сгради, а вътре има по един широк водоем, обграден със зид. Водата отначало ми се видя, че има слаб мирис на симпур. Топлината на едната баня показва 32 °R, а на другата – 34°R. ...По ниските места в землището на Добринища вече може да узрява гроздето, но лозя има малко и гроздето им е киселичко. Тук става много хубав лен, който се продава главно в Неврокоп. Добринищани имат големи гори. На 4 чарка се режат дъски. Има няколко бъчварски дюкяни, които пригатвят съдове за целия Разлог. По върховете на Пирин, около Добринища, има големи паши, от които част се дава под наем от общината на светогорските манастири, а друга част служи за селския добитък. Има десетина къщи с по 500 глави дребен добитък и доста много с по 50 – 100 глави. В селото се отгледват и добри мулета. В Добринища има българско училище с четири отделения и малка църквица. | “ |

През 1896 година в Добринище се създава революционен комитет на ВМОРО под ръководството на Гоце Делчев.  При избухването на Балканската война в 1912 година 35 души от Добринища са доброволци в Македоно-одринското опълчение.

### В България
Между 1928 и 1934 г. Добринище е управлявано от ВМРО, като тогава са построени църква, училище и читалище. На 4 януари 1966 година името на селището е променено Добринища на Добринище. През октомври 2006 година с решение на Министерския съвет Добринище е обявено за град.
Численост на населението според преброяванията през годините:
| \| Година на преброяване \| Численост \| \| --------------------- \| --------- \| \| 1934 \| 1899 \| \| 1946 \| 2223 \| \| 1956 \| 2440 \| \| 1965 \| 2569 \| \| 1975 \| 3089 \| \| 1985 \| 3182 \| \| 1992 \| 3221 \| \| 2001 \| 3016 \| \| 2011 \| 2836 \| \| 2021 \| 2631 \| |           |
| Година на преброяване | Численост |
| 1934 | 1899      |
| 1946 | 2223      |
| 1956 | 2440      |
| 1965 | 2569      |
| 1975 | 3089      |
| 1985 | 3182      |
| 1992 | 3221      |
| 2001 | 3016      |
| 2011 | 2836      |
| 2021 | 2631      |

## Личности
От Добринища са Ботевите четници Григор Мацин (? – 1898) и Христо Лазаров и опълченците Георги Темелков и Никола Вешков. Иван Пумпалов е войвода на ВМОРО, а Иван Козарев (1901 – 1944) е комунистически партизанин, смятан за основоположник на въоръжената комунистическа съпротива през Втората световна война. От Добринища са политиците Иван Сакарев (р. 1933), министър на строителството и ректор на ВИАС и Мария Бояджийска (р. 1977), зам.-кмет на София.